# 高木陸郎
高木 陸郎（たかぎ りくろう、1880年10月19日 - 1959年8月10日）は、明治時代から昭和時代の実業家。
中国通として知られた。日本国土開発の創業者。

## 生涯
旧福井藩士で官吏の高木惟矩の四男として宮城県黒川郡吉岡町（現・大和町）で生まれる。兄は実業家の高木真木彦。16歳まで新潟で育つ。
東京商工中学校（現・日本大学第三中学校・高等学校）を卒業し三井物産に入社。1899年には会社の第一期支那修学生に選ばれて清に渡る。北清事変が起こると、陸軍通訳官となり従軍した。事変収束後、三井物産に戻り、上海および漢口に在勤した。
1910年、製鉄所の漢陽鉄廠、大冶鉄鉱、萍郷炭鉱の三社合併して漢冶萍公司となると、その日本商務代表者となる。1913年、同公司の日本代理店として東亜通商会社が設立されると社長となった。
1922年に渋沢栄一などにより中日実業が設立されると、高木は日本側代表の副総裁に就任し、1945年まで務めた。ほかに南満鑛業会社社長や東洋製鉄、満州鑛山薬、中華電気製作所の取締役などを務めた。戦後公職追放となったが、1951年、吉田茂首相に請われ、日本国土開発を創業した。1959年没。

## 家族
- 妻：たみ - 明治23年（1890年）8月生、東京府人野一色菘二女
- 長女：淑子 - 明治43年（1910年）5月生
- 長男：惟常 - 明治44年（1911年）6月生
- 二男：惟次郎 - 大正10年（1921年）5月生
- 三男：三郎 - 大正11年（1922年）7月生
- 四男：四郎 - 大正13年（1924年）9月生